# Terra Lliure
Terra Lliure (TL) war eine 1978 gegründete katalanische Terrororganisation.
Die Gruppe versuchte durch Bombenanschläge in Nordostspanien – gerichtet vor allem gegen ausländische Banken und Reisebüros – einen unabhängigen, marxistischen Staat in den spanischen autonomen Regionen Katalonien und Valencia herbeizuführen.
1991 beendete die Gruppe ihre militanten Aktionen.